# Ritardo di accodamento
Nelle reti di calcolatori il ritardo di accodamento è il tempo che un generico pacchetto attende all'interno del buffer di un router o di qualsiasi altro dispositivo della rete prima di essere trasmesso verso la destinazione. 
Quando un pacchetto arriva in un dispositivo, può trovare l'uscita di tale dispositivo occupata da altri pacchetti che attendono anche loro di essere trasmessi, in tal caso il pacchetto viene salvato in una memoria interna (buffer) in attesa che si liberi il collegamento di uscita.
Non è possibile conoscere a priori il ritardo di accodamento in quanto è una quantità aleatoria; la teoria delle code studia proprio l'aleatorietà di tale ritardo.